# 氷室利彦
氷室 利彦（ひむろ としひこ）は、日本の歯科医師・歯学者。元奥羽大学歯学部歯学科成長発育歯学講座歯科矯正学分野教授。

## 経歴
1978年東北歯科大学(現奥羽大学)卒業、以後、同大学助手、講師、助教授を務め、1999年より同講座教授に就任、2012年に退職。
1988年 東京医科歯科大学より歯学博士の学位を得る。論文名は「外科矯正手術前における骨格性下顎前突者の顔面形態の認知に関する研究 」。

## 著作
- R.G.Alexander『アレキサンダーVSD矯正臨床』監訳 福原達郎 校閲 出口敏雄、山口敏雄、柴﨑好伸 訳 氷室利彦 他、医歯薬出版、1989年6月。ISBN 978-4-263-40562-8。
- 氷室利彦、峯田拓治 著「PRACTICE　ORTHO 術式を知る 臼歯部開咬への対応」、伊藤学而、花田晃治 編『臨床家のための矯正YEAR BOOK '99』クインテッセンス出版〈ザ・クインテッセンス別冊〉、1999年11月10日。ISBN 978-4-87417-635-1。
- 西村則彦、氷室利彦 著「特集 抜歯・非抜歯を検討する 第II部 症例からみた抜歯・非抜歯の診断 ■抜歯するか保存するか迷った症例 (2)「とりあえず保存した例」と「やはり抜歯した例」から」、伊藤学而、花田晃治 編『臨床家のための矯正YEAR BOOK '01』クインテッセンス出版〈ザ・クインテッセンス別冊〉、2001年12月10日。ISBN 978-4-87417-710-5。
- 氷室利彦 他『歯科矯正学』（第4版）医歯薬出版、2002年1月。ISBN 978-4263455142。
- 後藤, 滋巳、葛西, 一貴、三浦, 廣行 ほか 編『混合歯列期の矯正歯科治療』医歯薬出版、2002年10月10日。ISBN 978-4-263-44144-2。
- Richard P McLaughlin, John C Bennett, Hugo J Trevisi『システマイズドオルソドンティックメカニクス』監訳 古賀正忠、氷室利彦、エルゼビア・サイエンス、2002年10月31日。ISBN 486034801X。
- 三浦, 廣行、葛西, 一貴、氷室, 利彦 編『カラーアトラス ハンドブック 矯正歯科臨床ヒント集』クインテッセンス出版、2004年2月10日。ISBN 978-4-87417-792-1。
- 後藤, 滋巳、氷室, 利彦、槇, 宏太郎 ほか 編『チェアサイド・ラボサイドの矯正装置ビジュアルガイド』医歯薬出版、2004年11月15日。ISBN 978-4-263-43330-0。
- 氷室利彦 他『新しい歯科矯正学』（改訂版）永末書店、2006年3月31日。ISBN 978-4-8160-1163-4。
- William J.Clark『ツインブロック機能療法 顎顔面整形治療における矯正歯科的応用』訳 氷室利彦、医学情報社、2006年10月30日。ISBN 978-4903553023。
- 氷室利彦 著「II編 診断学 8章 診断・III編 治療学 16章 矯正装置 VI 拡大装置」、相馬, 邦道、飯田, 順一郎; 山本, 照子 ほか 編『歯科矯正学』（第5版）医歯薬出版、2008年3月25日。ISBN 978-4-263-45615-6。
- 後藤, 滋巳、氷室, 利彦、槇, 宏太郎 ほか 編『チェアサイド・ラボサイドの矯正装置ビジュアルガイド 2』医歯薬出版、2009年11月20日。ISBN 978-4-263-43338-6。
- 執筆代表 氷室利彦 著、松, 井恭平、栗, 原英見; 合, 場千佳子 ほか 編『咀嚼障害・咬合異常2　歯科矯正』監修 全国歯科衛生士教育協議会、医歯薬出版、2011年2月20日。ISBN 978-4-263-42825-2。

## 所属団体
- 日本矯正歯科学会 理事[1]
- 日本顎変形症学会 名誉会員[4]
- 日本口蓋裂学会 監事[5]
- 日本歯科医学教育学会 元評議員[1]
- 日本口腔科学会 評議員[6]
- 日本顎関節学会[1]
- 東北地区歯科医学会[1]
- 東北矯正歯科学会 理事[1]
- 機能的顎矯正治療を考える会[7]
- 奥羽大学歯学会 理事[1]
- 日本顔学会[1]
- World Federation of Orthodontists [1]